# Stereo Total

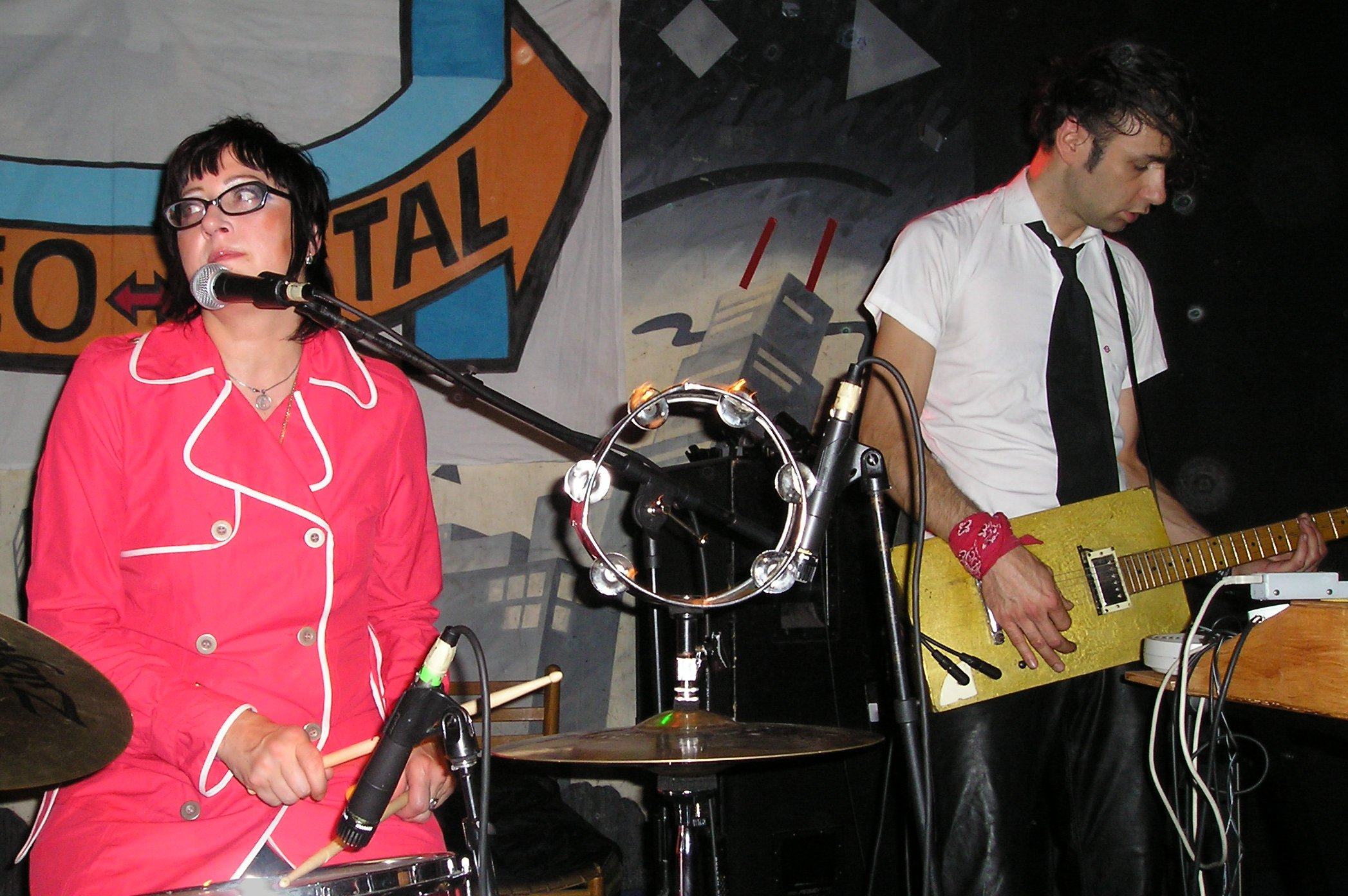
Stereo Total, 2005

Stereo Total var en fransk-tysk musikduo bestående av Françoise Cactus och Brezel Göring. Musikstilen är elektrisk pop. Stereo Total bildades 1993 i Berlin.
År 2001 släppte de skivan Musique Automatique och turnerade därefter världen runt i tio år. Duon komponerade även filmmusik och gjorde radioteater.
Den 17 februari 2021 avled Françoise Cactus 57 år gammal till följd av bröstcancer.

## Diskografi
- 1995 Oh Ah!
- 1997 Monokini
- 1998 Juke-Box Alarm
- 1999 My Melody
- 2001 Musique Automatique
- 2005 Do the Bambi!
- 2006 Discotheque
- 2007 Paris Berlin
- 2010 Baby Ouh
- 2011  Underwater Love
- 2012 Cactus versus Brezel
- 2015 Yéyé Existentialiste
- 2016 Les hormones
- 2019 Ah! Quel Cinéma!